# Graines de star
Ne doit pas être confondu avec Graine de star.
Pour les articles homonymes, voir Graine de star (homonymie).
Graines de star est une émission de télévision de télé-crochet créée par Thierry Ardisson, présentée par Laurent Boyer et diffusée sur M6 le vendredi soir à 20 h 50 du 2 février 1996 au 14 mars 2003.

## Principe de l'émission
Graines de stars est une émission de télé-crochet qui avait pour but de faire découvrir de jeunes talents. Lors de son lancement, cinq catégories composent le concours : « Graines de Top », « Graines d’animateur », « Graines de comique », « Graines d’imitateur » et « Graines de chanteur ».
Selon la première mécanique du divertissement, trois candidats s’opposent dans chacune des catégories. Tous les jeunes sont parrainés par une vedette (Greg Hansen auprès des « Tops » pour le 1er numéro). Au gré des passages sur scène, les invités reviennent sur leurs débuts, entre anecdotes et images d’archives.
Au fil du temps, de nouvelles catégories ont été créées telles que « Graines de danseur » (à la demande du public) et « Graines de comédiens ».

## Candidats
Les personnalités suivantes sont passées dans cette émission plusieurs fois :
- Poetic Lover (11 fois, ceux qui ont le plus participé)
- Jérôme Commandeur (8 fois)
- Jean Dujardin, Ève Angeli, Alizée, Leslie (7 fois)
- Bruno Salomone (6 fois)
- Sandy Valentino (5 fois)

Les personnalités suivantes sont passées au moins une fois dans cette émission (liste non exhaustive) :
- Éric Collado
- Pierre-Yves Noël
- Frédérica Sorel
- Nâdiya
- Nathan Lee
- Alexandra Lucci
- Lucie Bernardoni
- Willy Denzey
- Justine Lynn
- Sally bat des ailes
- Cécilia Cara
- Katia Markosy
- Alexia Melotto
- Tilly Key
- Christophe Maé
- Eva Chemouni
- Jenifer
- Grégory Lemarchal
- Kathy
- Emma Daumas
- Romain Cortese
- Melissa M
- Laura
- Sarah Lou
- Cylia
- Lise Darly
- Bintou Dembélé
- Gilles Souteyrand
- Maxime
- Danny Mauro
- Erick Baert
- Michaël Gregorio
- Myriam Abel
- Stefan Mills
- Denis Maréchal
- Sabrina Lonis

## Commentaires
- Au fil des saisons, le télé-crochet est programmé de manière plus événementielle, avec de nombreuses spéciales : « Concours Models », « Claude François », « Maxi Graines de star », « Bébés Stars », « Céline Dion », « Tubes 2002 »…

- En 2001, un single original composé par David Hallyday est à la clef pour le vainqueur[1]. Il est intitulé Un Monde à refaire et est alors destiné à la gagnante Cylia. Le single s’écoule à 250 000 exemplaires et la chanteuse est récompensée par un Disque d'or la même année. Dix ans plus tard, l’artiste tient le premier rôle de la comédie musicale Adam et Ève : La Seconde Chance, signée Pascal Obispo[1].

- Selon les saisons, l’émission se déroule dans des salles de spectacles ou studios télé : le Cirque d'Hiver (finale 1996), La Cigale, le pavillon Baltard, le Carrousel du Louvre, le studio 102 de la Maison de la Radio à Paris ou aux Studios de la Montjoie à la Plaine Saint Denis. En 1998, Graines de star fait également le tour de France, avec des étapes à Lille, Toulouse[2] ou Montpellier[1].

## Documentaire
- Graines de star, les talents cultes (2023)